# سيزار كيسر
سيزار كيسر (بالإنجليزية: César Keiser)‏ (و. 1925 – 2007 م) هو فنان ملاهي، وممثل من سويسرا . ولد في باسل.
توفي في زيورخ، عن عمر يناهز 82 عاماً.

## روابط خارجية
- سيزار كيسر على موقع IMDb (الإنجليزية)
- سيزار كيسر على موقع ميوزك برينز (الإنجليزية)
- سيزار كيسر على موقع ديسكوغز (الإنجليزية)
- سيزار كيسر على موقع قاعدة بيانات الفيلم (الإنجليزية)